# بيتر كان
بيتر كان (بالإنجليزية: Peter Kane)‏ (4 أبريل 1939 بغلاسكو في المملكة المتحدة - ) هو لاعب كرة قدم إسكتلندي في مركز مهاجم داخلي. لعب مع نادي أرسنال ونادي سانت ميرين ونادي نورثامبتون تاون وهاميلتون أكاديميكال ونادي بارو ونادي ستيرلينغ ألبيون ونادي ألبيون روفرز وPetershill F.C. ‏ ونادي كوينز بارك ونادي كلايدبانك ‏.

## وصلات خارجية
- بيتر كان على موقع قاعدة بيانات كرة القدم.إي يو (الإنجليزية)